# قاي بورتر
قاي بورتر (بالإنجليزية: Guy Porter)‏ هو عداء مراثوني أمريكي، ولد في 8 سبتمبر 1884 في نيوتن في الولايات المتحدة، وتوفي في 22 فبراير 1951 في بيدفورد ‏ في الولايات المتحدة.

## وصلات خارجية
- قاي بورتر على موقع أوليمبيديا (الإنجليزية)